# George Michael Leader
Pour les articles homonymes, voir Leader (homonymie).
George Michael Leader, né le 17 janvier 1918 à York (Pennsylvanie) et mort le 9 mai 2013 à Hershey (Pennsylvanie), est un homme politique américain membre du parti démocrate et qui fut le 36e gouverneur de Pennsylvanie du 18 janvier 1955 au 20 janvier 1959.